# 8. вечити дерби у фудбалу
8. вечити дерби у фудбалу је фудбалска утакмица одиграна на стадиону Партизана у Београду 17. септембра 1950. године, између Црвене звезде и Партизана. Утакмица се завршила резултатом 2 : 1 (1 : 1). Голове за Партизан постигли су Валок (33. минут првог полувремена) и Михаиловић док је једини погодак за Црвену Звезду постигао Томашевић (3. минут првог полувремена).